# نانسی کارترایت (فیلسوف)
نانسی کارترایت (به انگلیسی: Nancy Cartwright) (زادهٔ ۲۴ ژانویه ۱۹۴۴) عضو فرهنگستان بریتانیا (FBA)، فلسفه‌دان فلسفه علم، استاد فلسفه دانشگاه کالیفرنیا، سن دیگو و دانشگاه دورام است.

## زندگی‌نامه
کارترایت دانش‌نامهٔ کارشناسی خود را در ریاضیات از دانشگاه پیتسبورگ و دکترای خود را در فلسفه در دانشگاه ایلینوی در شیکاگو و دانشگاه دورام گذرانده‌است. او پایان‌نامهٔ خود را در مفهوم مخلوط در مکانیک کوانتومی نوشت. پیش از عهده‌داری منصب کنونی، او در دانشگاه مریلند، دانشگاه استنفورد، و مدرسه اقتصاد لندن به تدریس اشتغال داشته‌است. او به عنوان استاد مهمان کلاس‌هایی در دانشگاه اسلو، دانشگاه پرینستون، دانشگاه صنعتی کالیفرنیا، دانشگاه پیتسبرگ، دانشگاه کمبریج و دانشگاه کالیفرنیا برگزار کرده‌است.
نانسی کارترایت در حال حاضر استاد ممتاز کرسی افتخاری تسینگ هوآ در دانشگاه ملی تسینگ هوآ در تایوان و استاد محقق مهمان در دانشگاه کا فوسکاری ونیز در ونیز است. او یکی از بنیانگذاران «مرکز فلسفهٔ طبیعی و علوم اجتماعی» (CPNSS) در مدرسهٔ اقتصاد و علوم سیاسی لندن و مرکز علوم انسانی تعامل علم و جامعه (CHESS) در دانشگاه دورهام است.